# Lucy Walker

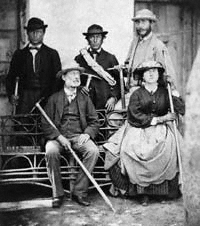
Lucy Walker sentada ao lado do pai e por trás dela, Melchior Anderegg

Lucy Walker (1836 -  Liverpool, 10 de setembro de 1916) foi uma alpinista britânica, e a primeira mulher a atingir o cume do Matterhorn (Monte Cervino).
Começou calmamente a subir quando em 1858 o médico a aconselhou a andar para lutar contra o reumatismo. Acompanhada pelo pai Frank Walker e irmão Horace Walker, os dois membros do Alpine Club, e pelo guia de alta montanha Melchior Anderegg, ela foi a primeira mulher a subir regularmente as montanhas dos Alpes.
Em 1871, tendo conhecimento que a sua rival Meta Brevoort, alpinista norte-americana, preparava uma expedição ao Matterhorn, Walker reúne rapidamente uma cordada e  tornou-se em 22 de agosto de 1871 a ser a primeira mulher a vencer o Matterhorn o que a tornou célebre. No mesmo ano realizou a quarta ascensão do Eiger.
Lucy Walker realizou ao total 98 ascensões, e em 1909 aderiu ao acabado de criar Ladies' Alpine Club do qual se torna presidente entre 1913 e 1915.

## Família Walker
Era de uma família de alpinistas célebres e da qual também fazem parte Horace Walker e Frank Walker.